# Anemone sciaphila
Anemone sciaphila är en ranunkelväxtart som beskrevs av Mikhail Grigoríevič Popov. Anemone sciaphila ingår i släktet sippor, och familjen ranunkelväxter. Inga underarter finns listade i Catalogue of Life.